# 비고 디 파사

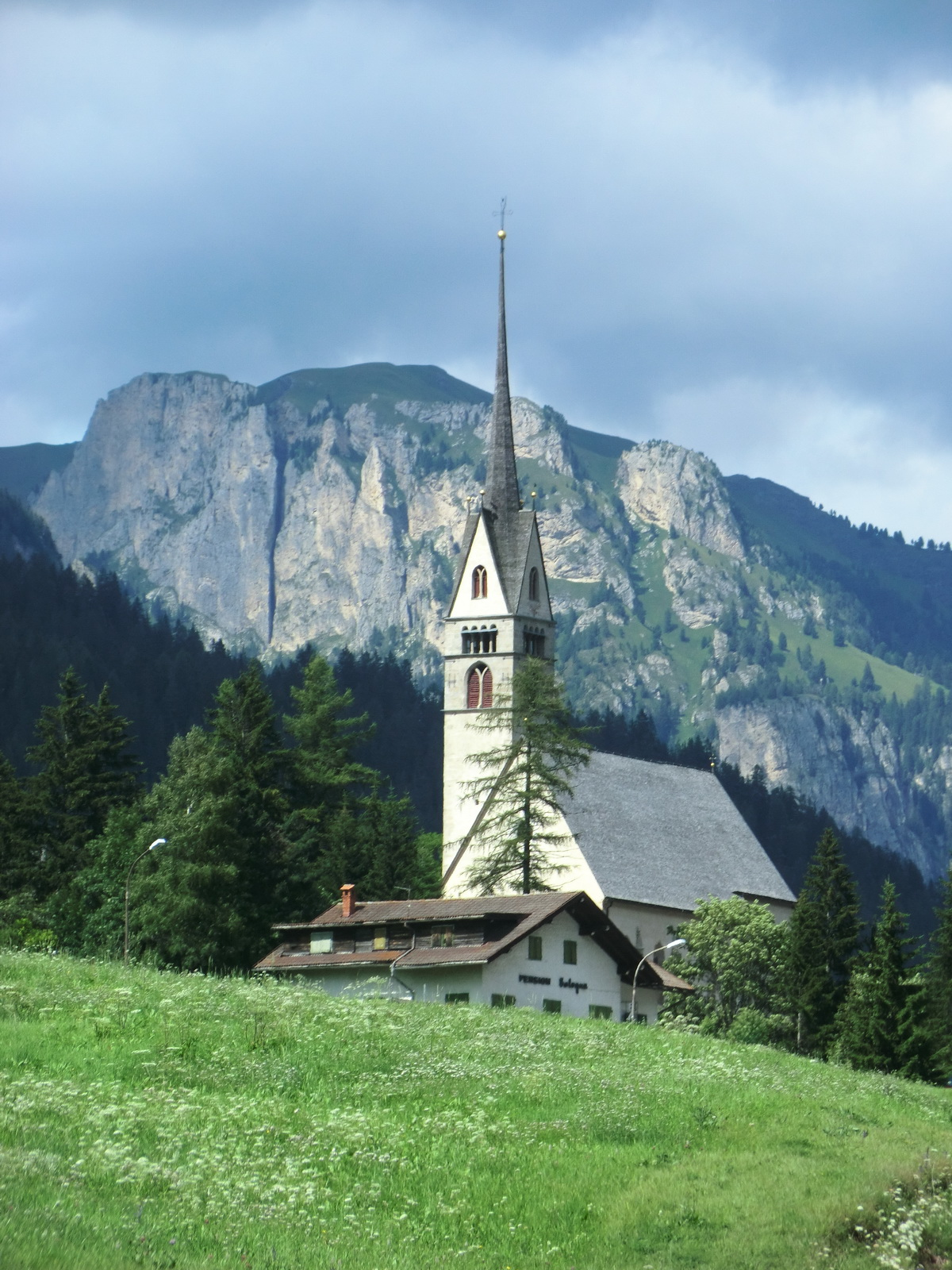
산 조반니의 교회

비고 디 파사(라딘어: Vich de Fascia, 독일어: Wiegen im Fasstal 또는 Vig im Fasstal)는 이탈리아 북부 트렌티노알토아디제주의 트렌토도에 있는 트렌토에서 북동쪽으로 약 60km 떨어진 곳에 위치한 세느 얀 디 파사의 프라치오네(행정구역 하위 단위)이다.

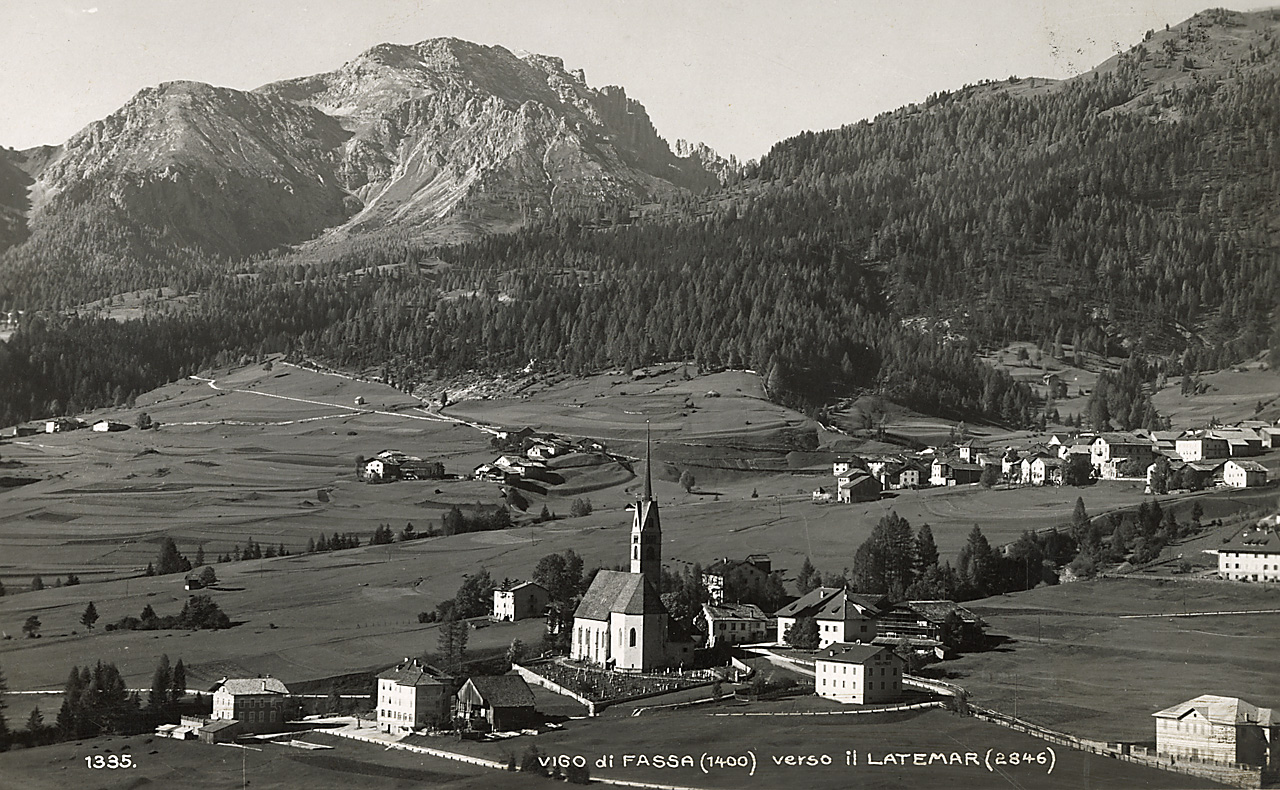
20세기 초 촬영된 사진 속 라테마르산 방향의 비고 디 파사

2001년 인구 조사에서 전체 인구 1,073명 중 921명(85.8%)이 라딘어를 모국어로 사용한다고 응답했다.